# Henri Birnbaum
Henri Birnbaum (Varsovia, 6 de enero de 1921 - Barcelona, 8 de diciembre de 2004) fue uno de los más destacados judokas franceses de origen polaco, junto con Michel Martin, Yves Klein y Roland Burger, que en la década de los 50 introdujeron el judo en España. 
Nacido en el seno de una familia judía de origen polaco que vivió en Berlín para establecerse más tarde en Francia, Henri huyó de la Europa ocupada por los nazis en 1942 llegando a España después de atravesar los Pirineos. Tras ser detenido en Tavascán fue transferido a la cárcel de Sort y posteriormente al Campo de concentración de Miranda de Ebro. Finalmente, pudo abandonar España y alistarse en las tropas que organizaba el general Charles de Gaulle en el Norte de África. Tras la Segunda Guerra Mundial se estableció en Barcelona donde ya residía su hermana Nina.
Alumno directo del maestro Mikonosuke Kawaishi y fiel seguidor de su método, fue el fundador y director del Yudo Barcelona, que comenzó sus actividades en la calle Casanova 57 en diciembre de 1950. Según el propio Birnbaum: di mis primeras clases, a unos pocos alumnos (eran 6): Roviralta, Fuster, Miradle, Canals…y dos más. Después de las fiestas del fin del año, hice unas exhibiciones, ayudado por 3 judokas franceses, Verrier, Oudart et Laglaine y por el Sr.D. Carlos Pardo, periodista del Mundo Deportivo, quien presenció y comentó nuestras actuaciones. Inauguré, oficialmente, mi primera escuela, después de “Reyes” y al principio del año fiscal, el 15 de enero de 1951.
Más adelante el Yudo Barcelona se trasladó a la calle Aribau de Barcelona.
Birnbaum alcanzó el nivel de 8º Dan.